# Vendor lock-in
Il vendor lock-in (blocco da fornitore), in economia, è il rapporto di dipendenza che si instaura tra un cliente ed un fornitore di beni o servizi, tale che il cliente si trova nella condizione di non poter acquistare analoghi beni o servizi da un fornitore differente senza dover sostenere rilevanti costi e rischi per effettuare questo passaggio. I costi, dovuti a lock-in, che creano barriere all'entrata in un mercato possono comportare azioni antitrust contro chi detiene il monopolio di quel mercato.

## Principali caratteristiche
Le seguenti condizioni rappresentano tipici casi di vendor lock-in:
- la fruizione dei beni o servizi presuppone l'impiego da parte del cliente di standard, tecnologie o metodologie proprie del fornitore (es. software proprietario) ed il ricorso ad un diverso fornitore comporta per il cliente un passaggio a standard, tecnologie o metodologie differenti, con rilevanti impatti economici ed organizzativi;[1]
- il contratto che regola la fornitura dei beni o servizi (es. esternalizzazione) prevede condizioni particolarmente penalizzanti per il cliente nel caso di passaggio ad altro fornitore, ovvero non regola adeguatamente le condizioni e le modalità con le quali tale passaggio possa avvenire, rendendone particolarmente incerto l'esito per il cliente;[2]
- il cliente non dispone delle competenze e delle informazioni sufficienti per poter acquistare determinati beni o servizi da un fornitore differente con costi e rischi sostenibili.[3]

In merito al possibile nesso tra standardizzazione del servizio prestato e rapporto di dipendenza dal fornitore, nella best practice Information Technology Infrastructure Library (ITIL) viene affermato quanto segue:
( 4.7 Supplier Management, in ITIL, Service Design, TSO, 2007,  p. 157.)

## Alcuni casi di pubblico dominio

### IBM
La posizione di mercato dominante che IBM occupava a metà degli anni sessanta negli USA comportò l'avvio di indagini antitrust da parte del Dipartimento di Giustizia degli Stati Uniti ed il successivo coinvolgimento della società nel procedimento Stati Uniti vs. IBM nel 1969. L'accusa nei confronti di IBM fu di monopolizzare il mercato dei computer, con particolare riferimento al settore business, in violazione della normativa vigente in materia di antitrust (Sherman Act).
Il procedimento impegnò le parti per tredici anni, fino a quando nel 1982 il Dipartimento di Giustizia degli Stati Uniti stabilì la non rilevanza del merito, ponendo fine al contenzioso. Pur essendosi concluso con tale esito, il procedimento ebbe comunque un rilevante impatto sulle scelte di mercato che IBM operò negli anni settanta e nei primi anni ottanta.
Già nel 1969 IBM provvide a scorporare l'offerta di software e servizi da quella relativa all'hardware. Fino ad allora il costo dei software ed i servizi connessi (progettazione dei sistemi, installazione e formazione) veniva ricompreso in quello dell'hardware cui erano abbinati, precludendo di fatto per i propri clienti il ricorso ad altri fornitori. Nel 1969 IBM iniziò a definire una offerta per software e servizi distinta da quella relativa all'hardware, rendendo così possibile per i clienti valutare l'offerta di altri fornitori. Tale passaggio, peraltro, contribuì allo sviluppo dell'allora nascente mercato del software e dei servizi IT.

### Microsoft
Il software Microsoft mette a disposizione degli sviluppatori un esteso insieme di funzionalità di programmazione (API - application programming interface) di natura proprietaria. Questa caratteristica dell'offerta, assieme alla rilevante quota di mercato detenuta dalla società, hanno determinato il coinvolgimento di Microsoft in differenti procedimenti antitrust.
Nella decisione della Commissione Europea del 24 marzo 2004 in merito alle pratiche di mercato di Microsoft  viene citato il contenuto di un memorandum interno scritto da un manager del settore sviluppo della società, diretto dall'allora CEO Bill Gates:

## Nel mondo

### Italia
Il fenomeno del vendor lock-in, in quanto abuso di dipendenza tra imprese, è disciplinato nei suoi termini più generali dall'art. 9 della l. 18.6.1998, n. 192 (legge cd. sulla subfornitura).
Quanto agli specifici settori bancario, assicurativo e degli intermediari finanziari, i presidi che gli operatori sono chiamati ad adottare per mitigare i rischi connessi al vendor lock-in sono oggetto delle seguenti previsioni normative:
- Banca d'Italia, Disposizioni di vigilanza prudenziale per le banche, Circolare n. 263 - 15º aggiornamento;
- Istituto per la Vigilanza sulle Assicurazioni, Regolamento n.20, Capo VIII – Disposizioni in materia di esternalizzazione;
- Regolamento congiunto Banca d'Italia e Consob in materia di organizzazione e procedure degli intermediari che prestano servizi di investimento o di gestione collettiva del risparmio, Parte 2, Titolo III - Esternalizzazione di funzioni operative essenziali o importanti o di servizi o attività.

In particolare, le citate Disposizioni di vigilanza prudenziale per le banche, relativamente all'esternalizzazione del sistema informativo, prevedono tra l'altro che:
(Banca d'Italia, Disposizioni di vigilanza prudenziale per le banche, Capitolo 8, Sezione VI)
Quanto al settore della Pubblica Amministrazione, è opportuno menzionare la previsione contenuta all'art. 68 del Codice dell'Amministrazione Digitale relativa all'adozione di software libero.